# Santo Amaro (Recife)
Santo Amaro es un barrio de la ciudad de Recife en el estado de Pernambuco, en Brasil. Fue fundado en 1814 e incorporado en 1869.
El distrito se encuentra en la región central de Recife en Pernambuco, Brasil y tiene un 27 939, con una densidad de población de 12 680 (45.38 %) y una población de 15 259 (54.62 %). La cuota de la población del distrito es en el grupo de edad de 25 a 29 años de edad con índice de 13 258 instalaciones (47,45 %). Con 8474 hogares, tiene un promedio de 3.3 residentes por hogar, con una proporción del 55.32 % de las mujeres responsables para el hogar y el valor de la cuota de ingreso promedio de los hogares (1,892.10).